# 23062 Доннамуні
23062 Доннамуні (23062 Donnamooney) — астероїд головного поясу, відкритий 7 грудня 1999 року.
Тіссеранів параметр щодо Юпітера — 3,516.